# Кульчинський Олесь Богданович
Кульч́инський Ол́есь Богд́анович (нар. 24 липня 1980, Кременець, Тернопільщина) — український сходознавець, тюрколог, перекладач, публіцист, доктор філософії в тюркології та кандидат філологічних наук.

## Біографія
Народився 24 липня 1980 року в м. Кременець на Тернопільщині. Закінчив Інститут філології Київського національного університету (2003) та Інститут тюркологічних студій при Стамбульському університеті.
У 2005 році нагороджений премією ім. Миколи Лукаша журналу іноземної літератури «Всесвіт»

## Творчість
Перекладає з ряду східних мов: турецької, османської, кримськотатарської, урумської та фарсі, також з англійської. Переклав українською мовою найвідоміші твори нобелівського лавреата з Туреччини Орхана Памука, а також романи та оповідання низки інших класичних і модерних тамтешніх авторів. Сприяє популяризації української літератури в Туреччині. Досліджує османо-українські відносини XVII століття. Окрім минувшини, стежить за сучасною політичною ситуацією в Туреччині, зокрема за розвитком відносин Анкари, Києва та Москви в умовах військового конфлікту України та Росії.

### Основні переклади
- Шаміль Алядін «Кримське ханство та його відношення з Україною, Росією та Польщею в сер. 17 ст.» (з кримськотатарської; журнал «Кур'єр Кривбасу», 2011)
- Більге Карасу «Сад спочилих котів» (з турецької, Харків, «Фоліо», 2010)
- Орхан Памук «Мене називають червоний» (з турецької, Харків, «Фоліо», 2007)
- Орхан Памук «Сніг» (з турецької, Харків, «Фоліо», 2006)
- Орхан Памук «Музей невинності» (з турецької, Харків, «Фоліо», 2009)
- Орхан Памук «Чорна книга» (з турецької, Харків, «Фоліо», 2013)
- Орхан Памук «Нове життя» (з турецької, Київ, журнал «Сучасніть», № 1-4)
- Ільбер Ортайли. Османи на трьох континентах (публікації з історії Туреччини) — Київ: Ніка-Центр, 2019.
- Перські казки (з фарсі; Київ, журнал «Всесвіт», 2013)
- Мустафа Наїма «Перемога велика Мегмеда Гірая Хана над кафірами московськими» (з османотурецької мови та коментар — Київ, збірник «Україна і Схід: Діалог цивілізацій» на пошану Ю. Кочубея)
- Мустафа Наїма «Історія Наїми» (переклад з османотурецької (спільно з О. Галенком), вичитка, стилізація та редакція (спільно з Олегом Жупанським), Київ, Видавництво Жупанського, 2016).
- Фират Яша. Типологія бахчисарайських осель та кварталів (1650—1675). Україна в Центрально-Східній Європі. — Т. 18, Київ, 2018. — с. 183—200.
- Хаджи Алі-ефенді «Таріх-е Каманіче» (з османотурецької мови та коментар — Київ, журнал «Сходознавство», 2012)
- Олесь Кульчинський. Василь Дубровський (1897—1966): посмертний сховок на турецьких аркушах. Всесвіт, 2019 р. — N 9/12. — С.212-223.
- Маріо Леві «Стамбульська казка» (з турецької, Харків, «Фоліо», 2017)
- Іскендер Пала. Смерть у Вавилоні, кохання у Стамбулі — Харків: «Фоліо». — 2019.
- Азіз Несін. — «Чи не парле ви, бува, по-французькому?» — «Всесвіт», № 9-10. — Київ 2005.
- Гюнтекін Решат Нурі. «Адвокат». — «Всесвіт». 2007. — N11/12. — С.133-135.
- Рефік Халіт Карай. — «Лахмітник». — «Всесвіт», № 1-2. — Київ 2004.

### Основні наукові праці
1. Османський хроніст Мустафа Наїма та українська історіографія / Кульчинський О. Б. // Сходознавство. — 2011. — № 55/56. — С. 80—92
2. Дервіза: проблеми дослідження	Сходознавство, 2011
3. Tюркізми османської хроніки «Історія Наїми» як стилістично-інформаційний код / О.Б. Кульчинський // Культура народов Причерноморья. — 2012. — № 253. — С. 190-192.
4. Проблема дослідження ідіостилю в османістиці / О. Б. Кульчинський // Сходознавство. - 2012. - № 59. - С. 38-47
5. Османська хроніка Історія Наїми як заперечення літописного канону. О. Б. Кульчинський - Мова і культура, 2012
6. Хроніка «Таріг-е Каманіче» та українське питання в османо-польських перемовинах 1672 року / О. Б. Кульчинський // Сходознавство. - 2012
7. Мовні особливості османської хроніки "Історія Наїми”: автор versus норма / О. Б. Кульчинський // Сходознавство. - 2013. - № 64. - С. 60-72.
8. Українські козаки в османській хроніці «Історія Наїми» як стилістичний код Мандрівець, 2013
9. Ідіостиль османського літопису "Історія Наїми” (18 ст.) у лексико-статистичному зрізі / О. Б. Кульчинський // Сходознавство. - 2013. - № 62-63. - С. 33-47.
10. Кульчинський О. Б. Ідіостиль хроніки "Історія Наїми" (поч. XVIII ст.). Дисертація на здобуття наукового ступеня кандидата філологічних наук : спеціальність 10.02.13. — Київ, 2014.
11. Підпорядкування Київської митрополії Москві: загадки московського посольства до Туреччини 1686 р. у світлі османських джерел / Олесь Кульчинський, Омер Кул // Український історичний журнал. — 2016. — № 6. — С. 113-126.
12. Є. К. Чернухін, О. Б. Кульчинський. Автографи св. Ігнатія Маріупольського з фондів Інституту рукопису Національної бібліотеки України імені В. І. Вернадського	Рукописна та книжкова спадщина України. 2016.
13. Kul, Ömer, Kulçınskıy Oles . "Kiev metropolitliği’nin 1686 yilinda Moskova patrikliği’ne bağlanmasina dair yeni" (A study on the new sources and historical contradictions about connecting the kiev exarchate to moscow patriarchate in 1686) // Türkiyat Mecmuası. 2016 C. 26/1. P. 169–196.
14. Чернухін Є. К., Кульчинський О. Б. Благальний лист протоієрея Трифілія Карацоглу до митрополита Ігнатія Гозадинова від січня 1785 р. (за матеріалами архіву Трифілія Карацоглу в Інституті рукопису Національної бібліотеки України імені В. І. Вернадського)  // Рукописна та книжкова спадщина України. 2017. Вип. 21. С. 357-370.
15. Київська митрополія як окупована територія Вселенського патріархату з 1686 року та міфологеми від «країв північних» // Юрисдикційний статус Київської православної митрополії у 1686 році: богослівʼя, канонічне право та культурно-історичний контексті / За загальною редакцією проф. О.Сагана – К., 2019. – С. 60-63.
16. Kulchynskyy O. Kyiv Metropolia and Moscow Diplomacy: an Ottoman Viewpoint / Оles Kulchynskyy, Ömer Kul // Scrinium. - 2019. - Vol. 5, Issue 1. - P. 256–276.
17. Kulchynskyy, Oles, “Kıyiv Metropolitliği’nin Moskova Patrikhanesi’ne Bağlanması Süreci, XVII. yy (”The process of subjugatation of the Kyiv Metropolia to the Patriarchate of Moscow, XVII c.). Doktora Tezi, İstanbul Üniversitesi Sosyal Bilimler Enstitüsü, İstanbul 2019.
18. Metropolit joseph: Moskova Çarlığının Esaretinde Büyük Kilise'nin Bilinmeyen Şehidi (Metropolite Joseph: Unknown Martyr of the Great Church in the Captivity of the Muscovite Tsardom) // CIEES. 6-7 Haziran | June. History of Orthodox Churches | Ortodoks Kiliseleri Tarihi. Eskişehir 2020, p. 100-105.